# Monaster Sinaia
Monaster Sinaia (rum: Mănăstirea Sinaia) – rumuński klasztor prawosławny położony w Sinaia, w okręgu Prahova, w Rumunii. Został ufundowany przez księcia Michała Cantacuzino i nazwany na cześć Klasztoru Świętej Katarzyny na górze Synaj, w Egipcie.
Klasztor jest wpisany na listę obiektów zabytkowych pod numerem PH-II-a-A-16691.